# MPL Communications
MPL Communications (co oznacza McCartney Productions Ltd.) jest spółką holdingową dla interesów biznesowych Paula McCartneya. Oprócz obsługi jego prac po rozpadzie Beatlesów, MPL jest jednym z największych na świecie prywatnych wydawnictw muzycznych dzięki przejęciu wielu innych wydawnictw. MPL ma siedzibę w Londynie i Nowym Jorku.

## Profil
Został założony 12 lutego 1971 r. Pod nazwą Adagrove Limited i zanim McCartney chciał zdystansować się od Apple Corps i Allena Kleina, zmienił nazwę na McCartney Productions Ltd. McCartney pozostał w Apple Records aż do roku 1975. Pierwsza wzmianka o MPL pojawiła się na albumie Wings z 1975 Venus and Mars.
Wydawnictwo MPL posiada szeroką gamę materiałów chronionych prawami autorskimi - obejmujących prawie 100 lat muzyki - przez kompozytorów, w tym McCartneya, Buddy’ego Holly’ego, Carla Perkinsa i wielu innych. MPL kontroluje również 25 spółek zależnych.
W październiku 2006 r. Rejestr znaków towarowych w Londynie poinformował, że MPL Communications rozpoczęło proces oznaczania marki McCartney na towarach nadających się do sprzedaży.